# Princess Alexandra of Kent
'Princess Alexandra of Kent' est un cultivar de rosier obtenu en 2007 par le fameux rosiériste anglais David Austin. Il rend hommage à la princesse Alexandra de Kent, cousine germaine de la reine Élisabeth II. Il fait partie du groupe « English Rose Collection ».

## Description
Ce rosier présente un port érigé et s'élève à 100 cm en moyenne pour 75 cm de largeur. Son feuillage est vert foncé mat. Ses grandes fleurs en forme de coupe d'un rose délicat sont très parfumées, rappelant le citron. Elles présentent 41 pétales et plus et fleurissent en bouquets.
Sa floraison remontante est très généreuse. Ce rosier est résistant aux hivers froids, même fort rigoureux (- 40° si le pied est protégé), ce pourquoi il est très prisé dans les pays d'Europe du Nord, y compris en Russie.
'Princess of Kent' est un grand succès international et se trouve dans toutes les principales roseraies.